# Diane Keaton
Diane Keaton (født 5. januar 1946) er en amerikansk skuespiller og filminstruktør.
Diane Hall blev født i Los Angeles. Hun er især kendt for sine kollaborationer med Woody Allen.

## Udvalgt filmografi
- The Godfather (1972)
- Sleeper (1973)
- "The Godfather Part II" (1974)
- Annie Hall (1977, Oscar for bedste kvindelige hovedrolle)
- Manhattan (1979)
- Reds (1982)
- The Little Drummer Girl (1984, efter en John le Carré-roman)
- Heaven (1987, filminstruktør)
- Marvin's Room (1996)
- Hanging Up (2000)
- Something's Gotta Give (2003)
- Poms - Dans for livet (2019)